# Joseph Mesnage
Pour les articles homonymes, voir Mesnage.
Joseph Mesnage (1859-1922) est un père blanc français, auteur de plusieurs ouvrages sur le christianisme en Afrique.

## Publications sélectives
- L'Afrique chrétienne : évêchés et ruines antiques, Ernest Leroux, Paris, 1912, d'après les manuscrits de Mgr Toulotte[1].
- Romanisation de l'Afrique : Tunisie, Algérie, Maroc, etc., Gabriel Beauchesne, Paris, 1913[2].
- Le Christianisme en Afrique : origines, développements, extension, Adolphe Jourdan, Alger, 1914.
- Le Christianisme en Afrique : déclin et extinction, Adolphe Jourdan, Alger, 1915.